# Tufton Hall
Tufton Hall – najwyższy wodospad Grenady. Znajduje się na terenie parafii Saint Mark.